# Rolf Saxon
Rolf Saxon est un acteur américain né en 1955 en Virginie (États-Unis).

## Filmographie
- 1980 : Le Petit Lord Fauntleroy (Little Lord Fauntleroy) : Dick
- 1983 : La Loi des seigneurs (en) (The Lords of Discipline) : Rowland
- 1983 : L'Héritier de la Panthère rose (Curse of the Pink Panther) : 2nd Speedboat Man
- 1984 : The First Olympics: Athens 1896 (TV) : Tim Coldfelt
- 1984 : 1984 (Nineteen Eighty-Four) : Patrolman
- 1985 : Afterward (TV)
- 1985 : Displaced Person (TV) : Soldier
- 1985 : Les Douze Salopards 2 (The Dirty Dozen: The Next Mission) (TV) : Robert E. Wright
- 1985 : Lace II (TV) : Hollywood Director
- 1985 : Tender Is the Night (feuilleton TV) : American in Bar
- 1988 : A Time of Destiny : Kentucky
- 1989 : Joyriders : First American Sailor
- 1989 : Tailspin: Behind the Korean Airliner Tragedy (TV) : Frank
- 1989 : Capital City (série TV) : Hudson J. Talbot III
- 1991 : The Trials of Oz (TV) : Prof. Ronald Dworkin
- 1992 : Wild West : Yuhudi
- 1993 : Hostages (TV) : Plaskett
- 1993 : Hercule Poirot (série TV, saison 5, épisode 1 : La Malédiction du tombeau égyptien) : Dr Ames
- 1995 : Night Watch (TV) : Fisk
- 1995 : The Affair (en) (TV) : Capt. Marks
- 1996 : Mission: Impossible : CIA Analyst William Donloe
- 1996 : London Suite (TV) : Carl Dolby
- 1997 : Le Fantôme de Canterville (The Canterville Ghost) (TV) : Hiram Otis
- 1997 : Les Télétubbies (série TV) : Narrator
- 1997 : Demain ne meurt jamais (Tomorrow Never Dies) : Philip Jones
- 1998 : Il faut sauver le soldat Ryan (Saving Private Ryan) de Steven Spielberg : Lieutenant Briggs
- 1999 : Haute Voltige (Entrapment) : Director
- 1999 : RKO 281 : La Bataille de Citizen Kane (TV) : Flunkie #1
- 2000 : Teletubbies: Christmas in the Snow (vidéo) : Narrator (voix)
- 2000 : Honest : Alden Wheaton
- 2000 : Obedience : Herbie Clayton
- 2016 : Un hologramme pour le roi (A Hologram for the King) de Tom Tykwer : Joe Trivoli
- 2025 : Mission: Impossible - The Final Reckoning de Christopher McQuarrie : Donloe